# Volkswagen Santana Quantum
A Quantum foi uma station wagon de porte médio produzido pela Volkswagen de 1985 até 2003 no Brasil. Ela também era chamada de Santana Quantum em alusão ao sedan do qual se derivou. Ambos eram as versões brasileiras da segunda geração do Volkswagen Passat alemão, que ao contrário da primeira, chegou ao país sem manter o nome original. Sua primeira aparição no país era de um modelo quase idêntico ao alemão, diferindo somente em adaptações regionais quanto à mecânica.

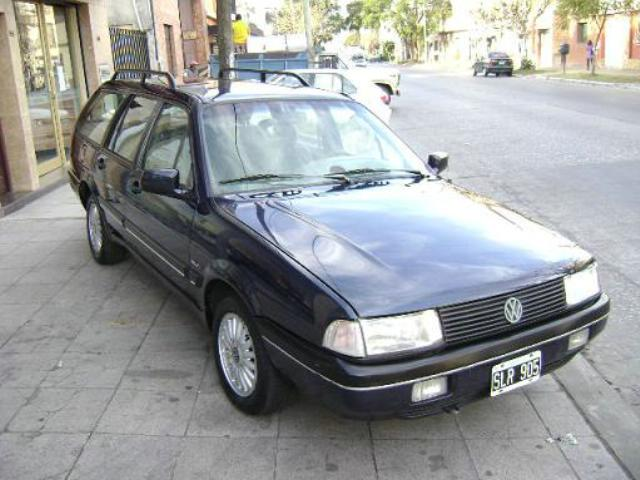
Santana Quantum 2000 na Argentina.

Seu lançamento foi recheado de expectativas por compor com o Santana a primeira linha de luxo da VW no país, e na verdade ela acabou recebendo índices de vendas bem expressivos. Afinal era um projeto bem novo, que oferecia doses de luxo quase no nível da principal rival, Chevrolet Caravan, mas com todas as vantagens de ser muito mais moderna que esta: a concepção de motor e tração dianteiros não roubava excesso de espaço interno e portanto não requeria comprimento total exagerado, e seu peso consideravelmente menor lhe permitia usar os motores AP (Alta Performance) 1.8 e 2.0, garantido ótimo desempenho mas consumo mais comedido que um de seis cilindros, por exemplo.
Escassa e defasada, a concorrência do mercado da época lhe fez sobreviver por vários anos sem mudanças de estilo de grande monta, até que em 1992 ela acompanhou o sedan numa generosa reestilização. Neste momento chegavam enxurradas de novos modelos graças à reabertura das importações no Brasil, e isso provocou uma repercussão enorme no mercado nacional, que de repente passou a precisar modernizar toda a linha, visando manter a competitividade. À esta época a Volkswagen alemã já produzia a terceira geração do equivalente Passat, maior e mais moderna, mas trazê-la para a produção no país faria o preço do modelo subir demais para sua categoria.

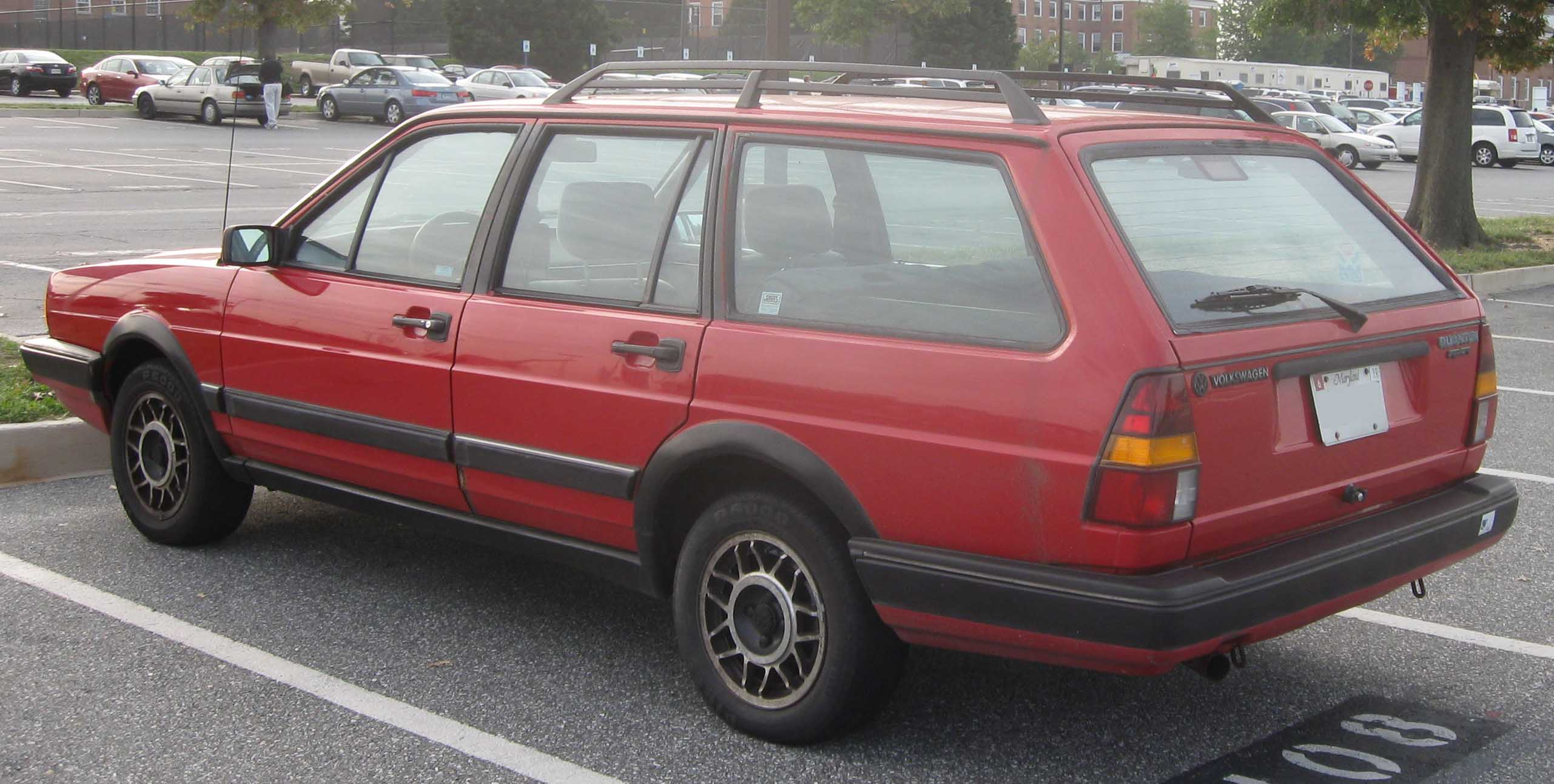
Volkswagen Quantum Wagon Syncro 1988, modelo vendido nos Estados Unidos.

A solução adotada foi redesenhar pesadamente sobre a base do mesmo projeto dos anos 80, com frente, traseira e cabine totalmente renovadas, as duas primeiras estilizadas com enfoque na aerodinâmica, e aproveitando para seguir as tendências da nova década. Assim como o sedan, a Quantum ganhou frente em cunha com faróis e grade no estilo dos modelos europeus da marca, mas a traseira da station wagon não seguiu o estilo do Santana, como na Passat Variant. Isso não impediu, no entanto, que a Quantum ganhasse um aspecto muito mais moderno, que na verdade só ficou maculado pelo fato de os dois modelos preservarem as portas do projeto anterior, pequenas e antiquadas.
Assim como o sedan, a Quantum logo voltou a ser alvo de desejo do público, ainda que com preços altos. Ganhou versões esportivas e requintadas, e permaneceu ao lado do sedan por vários anos, recebendo leves atualizações de estilo. Infelizmente, ao redor de 1999 esta linha recebia seu último facelift mas com enfoque no custo/benefício por então se tratar de modelos já defasados em relação ao segmento que disputaram um dia.

## Cronologia
- 1985 - Motor AP 1800 de 90 cv a gasolina e 96 cv a álcool (outubro)
- 1987 - Reestilização e versões passam a ser CL, GL e GLS
- 1988 - Recebe o motor AP2000 nas versões GL e GLS
- 1991 - O motor AP2000 passa por mudanças para equipar a nova geração do Santana
- 1992 - Ganha seu primeiro facelift, apresentando a mesma dianteira do Santana 1991 e a traseira exclusiva com lanternas maiores, a versão GLS tinha opção do motor AP2000i e freios ABS
- 1993 - Ganha novos comandos para a ventilação e ar condicionado, passa a oferecer o motor AP2000i para a versão GL e injeção eletrônica single point para os motores AP1800 na versão CL
- 1994 - A versão CLi 1.8 ganha injeção eletrônica single point para as versões a alcool e o motor AP2000i passa a ter injeção eletrônica digital FIC EEC-IV no lugar da analógica Bosch LE-Jetronic, que também ganha versão movida a álcool
- 1995 - Ganha nova grade dianteira e novos faróis de neblina
- 1996 - a nomenclatura da Quantum passava a ser: 1.8 Mi, 2000 Mi (básicos), Evidence (considerada esportiva pela VW, com volante do Gol GTI) e Exclusiv (de topo).
- 1997 - Os motores AP1800 passam a ser equipados com injeção eletrônica multipoint e o AP2000 deixa de usar o sistema de injeção Ford para usar o mesmo Magneti Marelli dos 1.8
- 1998 - Ganha novos parachoques dianteiros e traseiros, novos faróis principais e auxiliares. A lente das lanternas traseiras ganha novo desenho, as portas dianteiras perdem o quebra-vento e os retrovisores externos passam a ser os mesmos do Gol GIII.
- 2001 - Foram inseridos os módulos Comfortline e Sportline para ambas as motorizações, 1.8 e 2.0.
- 2002 - Fim da produção do modelo.

## Versões

### Primeira Geração
- C
- CS
- CD
- CG
- CL
- GL 1.8
- GL 2.0
- GLS

### Segunda Geração
- CL / CLi*
- GL 1.8 / GLi 1.8*
- GL 2.0 / GLi 2.0*
- GLS / GLSi*
- 1.8 Mi (1996-2002)
- 2.0 Mi (1996-2002)
- Evidence 2.0 Mi (1996-1999)
- Exclusiv 2.0 Mi (1996-1999)

(*) Até 1995 ainda existiam versões com carburador. Para diferenciação, as versões com injeção eletrônica eram identificadas pela letra "i".

## Séries especiais

### Primeira Geração
- Sport (1990): também derivados da versão GL, tinham acessórios extras, bancos Recaro® com a inscrição Sport e itens decorativos, como faixas laterais e lanternas fumês. Segundo informações de mercado foram produzidas 4.500 unidades sendo 1.500 de cada cor: Branca, Vermelha e Preta. Produzida a partir da base GL e fechando a produção da primeira geração possuía uma mistura de diversos itens de outros modelos da mesma família e modelos da VW como: o conjunto ótico frontal da GLS, espelhos retrovisores do Gol GTI porém com acionamento manual, vidros elétricos nas quatro portas, travas elétricas a vácuo e elétricas em sua últimas unidades produzidas. Devido a crise do setor em 1989 pouquíssimas unidades saíram com o motor a álcool alimentado pelo carburador Brosol 3E. O Ar-Condicionado era opcional instalado na fábrica assim, aparelho de som era opcional fornecido pelos concessionários. 
  - Branca - Caracterizada com as rodas diamantadas e fundo branco na cor do veículo, grade frontal branca com o emblema frontal em preto.
  - Vermelha - Caracterizada com as rodas pintadas integralmente em prata, grade frontal preta com o emblema cromado.
  - Preta - Caracterizada com as rodas diamantadas e fundo preto, grade frontal preta com o emblema cromado.

### Segunda Geração
- Family (1996): uma Evidence com adesivos decorativos, mais equipamentos e novas rodas (depois adotadas como padrão da versão).